# Coupe CERS 2013-2014
Navigation
Édition précédente Édition suivante
La Coupe CERS 2013-2014 est une compétition de rink hockey organisée par le CERH, le Comité Européen de Rink-Hockey.

## Participants
Chaque fédération nationale affiliée au CERS peut inscrire au maximum 5 clubs dans la compétition. Cependant, le club champion national ne peut participer à la Coupe CERS, car il doit s'engager dans la Ligue Européenne.

## Déroulement
Un tour préliminaire est joué entre les équipes les moins bien classées au niveau européen.

Le tour préliminaire se joue en matchs aller et retour.
La phase éliminatoire se joue en élimination directe, sous forme de matchs aller et retour. Les demi-finales et la finale se jouent cependant sur un seul match et en terrain neutre, au cours d'un Final Four.

## Tour préliminaire
28 équipes participent cette année au tour préliminaire en matchs aller et retour les 9 et 23 novembre 2013.
| Équipe 1           | Score | Équipe 2            | Aller | Retour |
| ------------------ | ----- | ------------------- | ----- | ------ |
| Follonica Hockey   | 26-0  | RHC Wolfurt         | 16-0  | 10-0   |
| HC Turquel         | 21-3  | RSC Darmstadt       | 15-1  | 6-2    |
| RESG Walsum        | 3-8   | CE Lleida           | 1-3   | 2-5    |
| HC Forte dei Marmi | 23-8  | Montreux HC         | 11-2  | 12-6   |
| CP Voltregà        | 7-8   | Hockey Bassano      | 3-3   | 4-5    |
| SA Mérignac        | 14-7  | RC Biasca           | 8-2   | 6-5    |
| CE Noia            | 8-4   | RHC Lyon            | 4-3   | 4-1    |
| RHC Dornbirn       | 4-15  | HC Braga            | 3-11  | 1-4    |
| Genève RHC         | 8-7   | LV La Roche sur Yon | 6-3   | 2-4    |
| RHC Uri            | 2-17  | OC Barcelos         | 1-7   | 1-10   |
| Hockey Breganze    | 10-7  | Candelária SC       | 6-2   | 4-5    |
| RAC Saint-Brieuc   | 8-10  | RSC Cronenberg      | 5-6   | 3-4    |
| US Coutras         | 8-10  | Hockey Prato 1954   | 5-2   | 3-8    |
| RHC Wimmis         | 3-19  | Igualada HC         | 2-7   | 1-12   |

## Phase éliminatoire
Les huitièmes jusqu'aux quarts de finale sont définis par un tirage au sort libre. 

### Huitièmes de finale
Les huitièmes de finale se jouent en matchs aller et retour les 14 décembre 2013 et 18 janvier 2014.
| Équipe 1          | Score | Équipe 2           | Aller | Retour |
| ----------------- | ----- | ------------------ | ----- | ------ |
| Follonica Hockey  | 4-6   | HC Turquel         | 4-5   | 0-1    |
| CE Lleida         | 10-11 | HC Forte dei Marmi | 4-5   | 6-6    |
| Hockey Bassano    | 17-8  | SA Mérignac        | 5-3   | 12-5   |
| CE Noia           | 5-3   | HC Braga           | 4-3   | 1-0    |
| IGR Remscheid     | 7-18  | Genève RHC         | 4-5   | 3-13   |
| OC Barcelos       | 7-11  | Hockey Breganze    | 3-5   | 4-6    |
| RSC Cronenberg    | 4-8   | CP Vic             | 3-3   | 1-5    |
| Hockey Prato 1954 | 6-13  | Igualada HC        | 4-3   | 2-10   |

### Quarts de finale
Les Quarts de finale se jouent en matchs aller et retour les 8 et 22 février 2014.
| Équipe 1       | Score | Équipe 2           | Aller | Retour |
| -------------- | ----- | ------------------ | ----- | ------ |
| HC Turquel     | 8-17  | HC Forte dei Marmi | 5-3   | 3-14   |
| Hockey Bassano | 5-10  | CE Noia            | 3-2   | 2-8    |
| Genève RHC     | 7-13  | Hockey Breganze    | 2-8   | 5-5    |
| CP Vic         | 4-6   | Igualada HC        | 2-2   | 2-4    |

## Final Four
Un nouveau tirage est effectué pour désigner les demi-finales et la finale qui se jouent au cours d'un Final Four, à Forte dei Marmi, sur une seule rencontre à élimination directe.
|  | Demi-finales       | Demi-finales    |              |   | Finale | Finale |
|  |                    |                 |              |   |        |        |
|  | 5 avril 2014       |                 |              |   |        |        |
|  |                    |                 |              |   |        |        |
|  | HC Forte dei Marmi | 2               |              |   |        |        |
|  | HC Forte dei Marmi | 2               | 6 avril 2014 |   |        |        |
|  | CE Noia            | 3               |              |   |        |        |
|  | CE Noia            | 3               | CE Noia      | 4 |        |        |
|  | 5 avril 2014       |                 | CE Noia      | 4 |        |        |
|  |                    | Hockey Breganze | 3            |   |        |        |
|  | Hockey Breganze    | Hockey Breganze | 3            | 7 |        |        |
|  | Hockey Breganze    |                 |              | 7 |        |        |
|  | Igualada HC        | 6               |              |   |        |        |
|  | Igualada HC        | 6               |              |   |        |        |

## Classement des buteurs
|    | Buteur                 | Club               | Buts | Ratio |
| -- | ---------------------- | ------------------ | ---- | ----- |
| 1  | Ton Baliu              | Igualada HC        | 15   | 2.1   |
| 2  | Cláudio Filho "Cacau"  | Hockey Breganze    | 15   | 1.8   |
| 3  | Federico Garcia-Mendez | Genève RHC         | 12   | 2     |
| -  | Emanuel García         | Hockey Bassano     | 12   | 2     |
| 5  | Alberto Orlandi        | HC Forte dei Marmi | 11   | 1.5   |
| 6  | Eloi Mitjans           | CE Noia            | 11   | 1.3   |
| 7  | Pedro Gil              | HC Forte dei Marmi | 10   | 1.4   |
| -  | Alessandro Verona      | HC Forte dei Marmi | 10   | 1.4   |
| -  | Oriol Vives            | Igualada HC        | 10   | 1.4   |
| 10 | Mattia Cocco           | Hockey Breganze    | 10   | 1.2   |